# Howieson’s Poort Industrie
Als Howieson’s Poort Industrie wird eine Kulturtechnik des Middle Stone Age in Südafrika bezeichnet. Namensgebend ist der Abri Howieson’s Poort Shelter nahe dem Ort Howieson’s Poort, der an der Landstraße zwischen Makhanda und Gqeberha liegt. Die Besiedlung begann vor etwa 65.800 Jahren BP und endete nach etwa 6000 Jahren, um 59.500 BP, was durch OSL-Datierungen belegt werden konnte.
Die Steingeräteindustrie hat einen hohen Anteil von Klingen, deren Herstellungsweise als Vorläufer jungpaläolithischer Klingentechnik gesehen wird. Irrtümlicherweise wurde das Inventar in den 1970er Jahren dem Magosian zugewiesen, einer südafrikanischen Kultur des frühen Holozäns. Dies hing mit Holzkohlen zusammen, die zwischen 19.000 und 4.000 BP datieren, jedoch von wesentlich jüngeren Besiedlungsepisoden der Höhle stammen.

## Belege
1. ↑  Z. Jacobs, R.G. Roberts, R.F. Galbraith, H.J. Deacon, R. Grün, A. Mackay, P. Mitchell, R. Vogelsang, L. Wadley: Ages for the Middle Stone Age of Southern Africa: Implications for Human Behavior and Dispersal. In: Science. Band 322, Nr. 5902, 2008, S. 733–735, doi:10.1126/science.1162219.
2. ↑  Janette Deacon: An Unsolved Mystery at the Howieson’s Poort Name Site. In: South African Archaeological Bulletin. Band 50, Nr. 162, 1995, S. 110–120, doi:10.2307/3889060.